# Bootdisk
En bootdisk er et elektronisk datalager som indeholder oplysninger til brug ved opstart af et computersystem. I praksis er opstarten af en computer opdelt i forskellige faser, hvor den sidste er at indlæse bootdisken. Bootdiskens ansvar er at starte et operativsystem.

## Opstart af en pc
En almindelig pc starter med at køre en selvtest af hardwaren, når den tændes. Når testen er fuldført med succes bliver BIOS'en indlæst og eksekveret. BIOS'ens primære opgave er at initialisere hardwaren. Mange BIOS'er kan konfigureres af brugeren, hvor der blandt andet kan vælges en opstartssekvens, dvs. hvor BIOS'en skal prøve at starte fra. Dette kan være alt fra en diskette, en CD, DVD, harddisk til netværksboot, der understøttes af nogle BIOS'er, men som ikke refereres ved ordet bootdisk. Det er normalt at have en af pc'ens harddiske som den primære bootdisk. Når BIOS'en har udført sine opgaver vil den løbe igennem opstartssekvensen. Hvis det første valg er diskettedrevet, men der ikke er en diskette i, vil BIOS'en fortsætte med den næste i listen – indtil den finder en bootdisk der er til stede og gyldig. Den første sektor (512 bytes) af disken indlæses i pc'ens hukommelse og eksekveres. Dette kaldes normalt stadie 1. Da dette stadie er et program på kun 512 bytes er den eneste opgave at indlæse stadie 2 fra bootdisken, der kan være en vilkårlig størrelse. Dette stadie kan enten være selve kernen i operativsystemet eller det kan være en bootmanager, f.eks. Lilo eller Grub.
Disketter og harddiske er opdelt i sektorer med en størrelse på hver 512 bytes. Den første sektor, som indlæses af BIOS'en, kaldes MBR (Master Boot Record). For at den er gyldig og at BIOS'en vil eksekvere den, skal den indeholde en signatur i de sidste to bytes, nemlig hexadecimalværdien 0xAA55. For CD'er og DVD'er har sektorne en størrelse på 800 bytes, og det er ikke den første sektor som indlæses. Opstart på disse medier først kom til senere, og derfor er der udarbejdet en særlig standard for hvordan BIOS'en kan opfatte en CD eller DVD som en almindelig diskette. Denne hedder El Torito Bootable CD Specification og langt de fleste BIOS'er understøtter den.